# Bela Pratapgarh
Bela Pratapgarh é uma cidade e um município no distrito de Pratapgarh, no estado indiano de Uttar Pradesh.

## Demografia
Segundo o censo de 2001, Bela Pratapgarh tinha uma população de 71,835 habitantes. Os indivíduos do sexo masculino constituem 53% da população e os do sexo feminino 47%. Bela Pratapgarh tem uma taxa de literacia de 73%, superior à média nacional de 59.5%; com 57% para o sexo masculino e 43% para o sexo feminino. 13% da população está abaixo dos 6 anos de idade.